# Asakura Noriaki
Noriaki Asakura (sinh ngày 11 tháng 5 năm 1973) là một cầu thủ bóng đá người Nhật Bản.

## Sự nghiệp câu lạc bộ
Noriaki Asakura đã từng chơi cho Shimizu S-Pulse và Consadole Sapporo.